# Salario máximo
El salario máximo, sueldo máximo, en ocasiones asimilable a renta máxima, en relación con el salario y el salario mínimo, es la retribución máxima legal que puede recibir un trabajador por cuenta ajena o, en su caso, un representante político, un miembro de un gobierno, un inversor, un directivo o ejecutivo empresarial, un financiero e incluso un empresario.
En algunas legislaciones se establece un límite o tope salarial para cotizar en los sistemas públicos de seguridad social (desempleo, pensiones). En los últimos años, con la aparición de la Crisis financiera de 2008 y la posterior Gran Recesión y ante la aparición de un alto desempleo han surgido reivindicaciones de un límite salarial o salario máximo o retribución máxima que realizan economistas, sindicatos, partidos políticos e incluso desde proyectos económicos como la economía del bien común.

## Propuestas de salario máximo

### Límites a los topes de prestaciones de la seguridad social
El salario máximo es considerado a la hora de establecer topes salariales para las cotizaciones en los sistemas públicos de seguridad social. Estos topes varían de unos países a otros, como en México.

### Propuesta de salario máximo de laeconomía del bien común
El salario máximo es una de las reivindicaciones de la economía del bien común que considera dentro de sus propuestas la limitación de un salario máximo tanto para los trabajadores como para los inversores de capital en las empresas de hasta 20 veces el salario mínimo legalmente establecido.

### Propuesta sindical en Estados Unidos
La enorme diferencia de salarios en los Estados Unidos -la gran divergencia en palabras del economista Paul Krugman-, ha llevado a organizaciones sindicales a reclamar la aprobación por el Congreso de una ley que limite el salario máximo a 25 veces el salario mínimo legal autorizado.

### Propuesta sindical en Gran Bretaña
Brendan Barber, secretario general de los sindicatos británicos, ha solicitado al Gobierno la creación de una comisión del Parlamento que estudie tanto las causas de la enorme polarización de las rentas como el establecimiento de un máximo de ingresos para cualquier persona en Gran Bretaña.

### Propuestas en España
En España, se ha propuesto desde el partido político Izquierda Unida, por Cayo Lara, la aprobación del salario máximo interprofesional, del mismo modo que existe un salario mínimo interprofesional. El sindicato UGT, y en relación con los empleados públicos propuso el establecimiento de un salario máximo interprofesional en 2011 de 5.000 Euros, unas 6 veces el salario mínimo interprofesional que en 2011 era de 641,4 euros. Joaquín García Arranz propone la creación de un salario máximo sectorial.
El partido político Podemos propone en su programa colaborativo tanto el incremento significativo del salario mínimo interprofesional a 1200 Euros con catorce pagas como el establecimiento de un salario máximo de 7200 Euros con catorce pagas seis veces el salario mínimo interprofesional (S.M.I).
La propuesta de un salario máximo también es defendida por el politólogo Vicenç Navarro.

### Propuesta en Suiza 1:12 y rechazo en referéndum en 2013
En noviembre de 2013 se llevó a cabo en Suiza un referéndum para limitar el sueldo máximo de los directivos a 12 veces el salario más bajo (propuesta 1:12). La iniciativa del referéndum fue de las Juventudes Socialistas de Suiza que consideraban escandalosos las altísimas retribuciones de directivos frente a los bajos sueldos de muchos trabajadores. La propuesta contó con el apoyo del 35% del electorado y fue rechazada por el 65%.

### Propuesta en Chile, Sueldos de diputados 2015
Uno de los sueldos más altos lo reciben los diputados y senadores chilenos, unos $8.605.477 de pesos Chilenos (US $ 15.699 mensuales), que equivalen a 40 veces el salario mínimo de Chile. Se quiere fijar en un máximo ético de 20 salarios mínimos el ingreso fijo parlamentario chileno. La propuesta fue entregada por los diputados Gabriel Boric y Giorgio Jackson en 2014, estando inactiva esta propuesta. Se espera que sea reactivada en 2015 con una campaña en redes sociales para apresurar su legislación.

## Renta máxima
La Renta Máxima, en ocasiones asimilable a la retribución máxima o salario máximo se define como la tasa marginal del 100% que se establece a partir de una determinada cantidad de riqueza. Se diferencia del salario máximo en que las rentas pueden originarse de modos distintos al asalariado por cuenta ajena al que se refiere el salario máximo o retribución máxima.
Los defensores de la Renta Máxima quieren impedir la gran concentración de fortunas y su poder derivado de ellas que altera la igualdad legal y generaliza la corrupción de la democracia.

### Roosevelt - Estados Unidos
Históricamente la propuesta más cercana fue la del presidente de EE. UU. Franklin Delano Roosevelt, quien declaró en el congreso el 27 de abril de 1942 el límite máximo de ingresos en 25.000 dólares al año -actualmente se correspondería con un millón de dólares aproximadamente-:
en inglés

"Discrepancies between low personal incomes and very high personal incomes should be lessened; and I therefore believe that in time of this grave national danger, when all excess income should go to win the war, no American citizen ought to have a net income, after he has paid his taxes, of more than $25,000 a year."

en español

"Las discrepancias entre las rentas personales bajas y las rentas personales muy altas deben disminuir; y por lo tanto creo que en tiempos de este grave peligro nacional, cuando todo el exceso de ingresos debe ir a ganar la guerra, ningún ciudadano americano debería tener una renta neta, después de haber pagado sus impuestos, de más de 25.000 dólares al año".

 ·
La propuesta de Franklin D. Roosevelt suponía una tasa impositiva del 100% por encima de dicha cantidad. El congreso no aprobó el 100% pero si el 94% y desde una cantidad más elevada que la defendida por Roosevelt. Hasta 1981 se logró que no bajase de media del 81%.

### Renta máxima y democracia republicana
El economista Daniel Raventós defiende la renta máxima como imprescindible para una verdadera democracia real que denomina «republicana». Considera que la libertad no es posible cuando la existencia material de la inmensa mayoría de la población está sujeta al arbitrio, de forma efectiva o potencial, de las grandes fortunas y es el republicanismo democrático el que históricamente históricamente ha defendido dicha libertad real y que sin una existencia material garantizada socialmente, no puede disfrutarse de libertad (de ahí la propuesta de la renta básica, una asignación monetaria incondicional y universal), y que la posibilidad legal de grandes fortunas privadas es incompatible con una vida democrática (de ahí la propuesta de la renta máxima). Considera que las grandes riquezas tienen un poder extremo, lo que es incompatible con la democracia cuestión que ya expresó en los años 1940 el juez del Tribunal Supremo de EE. UU. Louis Brandeis: debemos elegir, o democracia o grandes fortunas en pocas manos.
Raventós propone, siguiendo a F.D. Roosevelt, y para evitar la gran concentración de fortunas, su excesivo poder y la corrupción de la democracia la Renta Máxima que define como el establecimiento, a partir de una determinada cantidad de riqueza, de una tasa marginal impositiva del 100%. El establecimiento de la Renta Máxima es una herramienta clave para la mitigación de la desigualdad que debe acompañarse de una Renta Básica que haga posible una vida republicanamente libre.
Lucas Chancel, investigador sobre la desigualdad económica en el mundo, declaró: "La desigualdad y su reducción no es una cuestión de limitaciones económicas, sino que es una elección política sobre el tipo de sociedad en el que queremos vivir".